# Bosc Comunal de Noedes
El Bosc Comunal de Noedes és un bosc del terme comunal de Noedes, a la comarca del Conflent (Catalunya del Nord).
Està situat al sud del terme de Noedes, a la dreta de la Ribera de Noedes, territori essencialment obac. Té una extensió de 386 hectàrees i el codi F16257G de l'ONF.
El bosc està sotmès a una explotació gestionada per l'Office National des Forêts (ONF), malgrat que la propietat del bosc és del comú de Noedes. Cal tenir en compte que a Noedes, bona part del sud del territori comunal és inclòs en la Reserva Natural de Noedes, i que, encara, al nord hi ha el Bosc Comunal de Noedes - Orbanyà.